# Aeropuerto de Arviat
El Aeropuerto de Arviat (del inglés: Arviat Airport) (IATA: YEK, OACI: CYEK) está ubicado en Arviat, Nunavut, Canadá y es operado por el gobierno de Nunavut.

## Aerolíneas y destinos
- Calm Air
  - Winnipeg / Aeropuerto Internacional de Winnipeg-Armstrong
  - Thompson / Aeropuerto de Thompson